# 34034 Shehadeh
34034 Shehadeh è un asteroide della fascia principale. Scoperto nel 2000, presenta un'orbita caratterizzata da un semiasse maggiore pari a 2,6455254 au e da un'eccentricità di 0,1774630, inclinata di 0,88686° rispetto all'eclittica.